# Jackblocksysteem

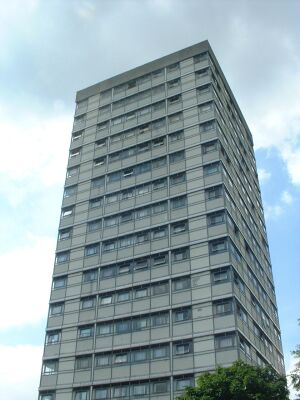
Alpha House in Coventry, het eerste bouwwerk dat verrees via deze methode.

Het jackblocksysteem is een bepaalde manier van bouwen.
Kenmerkend aan de bouwmethode is dat de bouw van een meerdere verdiepingen tellend bouwwerk geheel of grotendeels rond maaiveld plaatsvindt. Er wordt dan op maaiveld gestart met de bouw van de bovenste verdieping. Nadat deze gereed is, wordt deze opgevijzeld zodat eronder de op een-na-hoogste verdieping gemaakt kan worden. Verdieping na verdieping wordt zo gebouwd en opgevijzeld, totdat het bouwwerk op hoogte is. 
De naam voor de bouwmethode verwijst naar de toepassing van vijzels (Engels: jacks) en blokken (blocks) beton. Rond 1962 is ze in Engeland ontwikkeld. Daar werd de bouwmethode in Coventry voor het eerst toegepast door Richard Costain bij de bouw van enkele torenflats. Wereldwijd is de methode op zeer kleine schaal gebruikt.
Een gebouw dat volgens deze bouwmethode is verrezen is Westraven in Nederland. Bij dit uiteindelijk 85 meter hoge en 23 verdiepingen tellende kantoorgebouw werd een bouwtempo bereikt van twee verdiepingen per drie weken. Hierbij geschiedde ook afbouw zoals het leggen van de vloerbedekking.
Een bouwwijze die overeenkomsten heeft met het jackblocksysteem is de lift-slabmethode.

## Nederland
In Nederland pasten de Hollandsche Beton Maatschappij en architectenbureau Lucas & Niemeijer het jackblocksysteem toe bij een aantal overheidsgebouwen. Bouwwerken in Nederland die volgens deze methode werden gebouwd zijn:

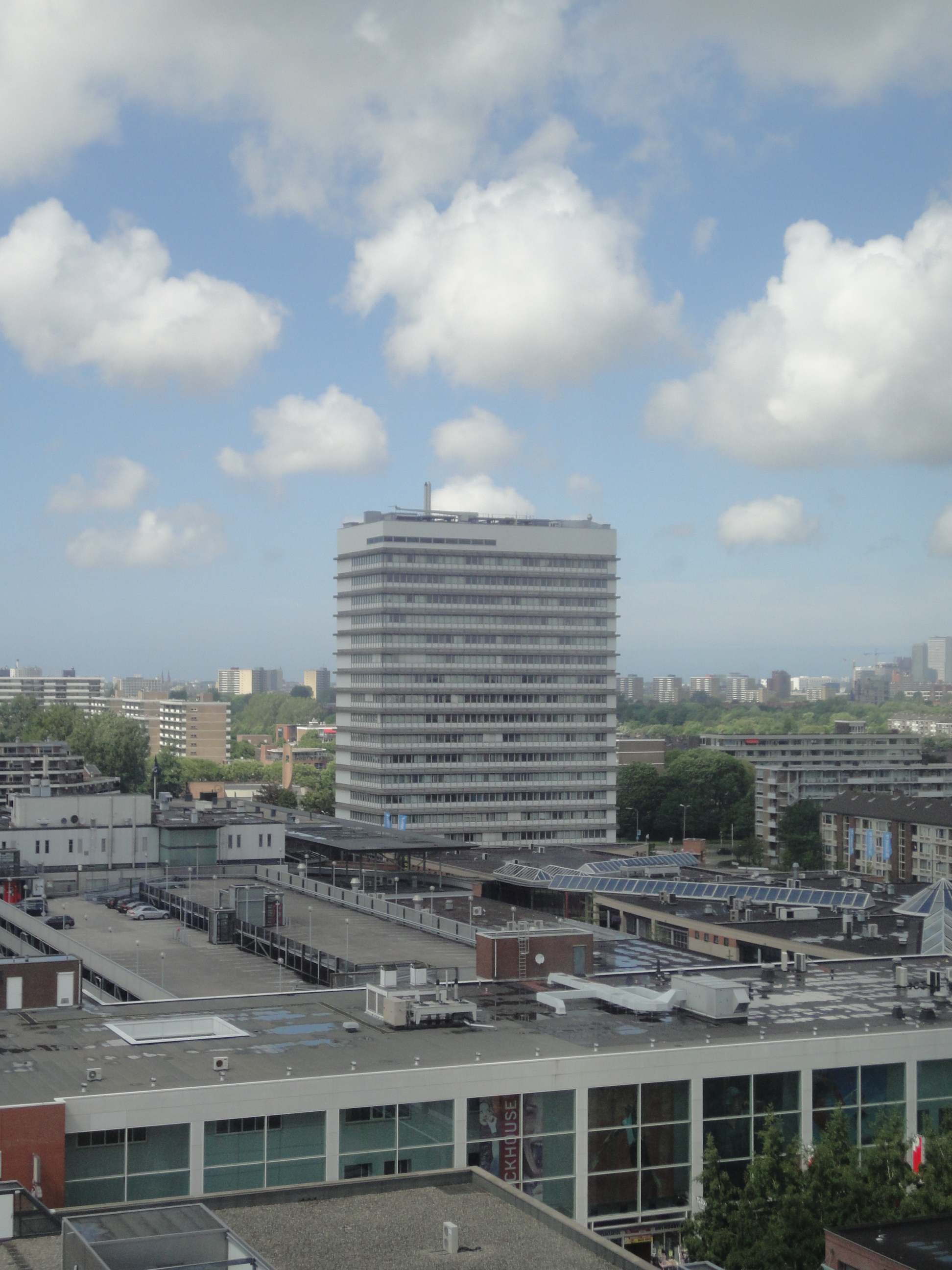
Het eerste gebouw in Nederland volgens het jackblocksysteem gebouwd: De Generaal aan de Generaal Spoorlaan in Rijswijk (Zuid-Holland), hier nog in oorspronkelijke staat.

- Gebouw M, later De Generaal genoemd aan de Generaal Spoorlaan in Rijswijk (Zuid-Holland) (September 1966, ook wel het cultuurpaleis, CRM-gebouw of Belastingkantoor genoemd). Het gebouw was ontworpen door Jan Anthonie Lucas. In het gebouw waren achtereenvolgens gevestigd het Ministerie van Cultuur, Recreatie en Maatschappelijk werk en het kantoor van de Belastingdienst met later alleen nog de FIOD. Van 2016 tot 2021 werd het gebouw gerenoveerd voor bewoning.
- het Transitorium in Den Haag (1967-1968, nu Castalia geheten). Het Transitorium was bedoeld als doorgangshuis voor diverse ministeries die daarna in nieuwbouw zouden worden gevestigd. Nadat het die functie had verloren, werd het gebouw in 1998 geheel tot op het skelet gesloopt en daarna weer opgebouwd en voorzien van een tweepuntig dak. Na renovatie werd het een gebouw van het ministerie van VWS.
- het Transitorium II als onderdeel van de Utrechtse universiteit (1969. Ook wel Trans II genoemd en heden bekend als het Willem C. van Unnikgebouw). Vanaf de eeuwwisseling werd besloten het gebouw stapsgewijs te verlaten onder andere vanwege asbest en hoge onderhoudskosten.
- Gebouw L, later Hoogvoorde genoemd, aan het Bogaardplein in Rijswijk. Het gebouw voor het Ministerie van Cultuur, Recreatie en Maatschappelijk werk (CRM) werd in 1971 opgeleverd. Nadat het gereed was, vond de verhuizing vanuit het oude Gebouw M plaats. Na het vertrek van de opvolger van dit ministerie (VWS) in 1998 naar het gerenoveerde Transitoriumgebouw in Den Haag, werd Hoogvoorde ingrijpend verbouwd en uiterlijk gerenoveerd. Nu zijn er het stadhuis van Rijswijk en diverse kantoren in gevestigd.
- Westraven in Utrecht (1975), voor Rijkswaterstaat, dat in 2007 werd gerenoveerd.
- de twee kantoortorens in Den Haag van het ministerie van Binnenlandse Zaken, (Schedeldoekshaven 200, hoek Turfmarkt-Lage Zand) en van het ministerie van Justitie (Schedeldoekshaven 100, hoek Schedeldoekshaven-Houtmarkt). Gebouwd 1975-1978. De gebouwen werden in 2002 verkocht aan Gemeente Den Haag. Als onderdeel van het project Wijnhavenkwartier werd voormalig Binnenlandse Zaken in 2014-2016 verbouwd tot een appartementencomplex en huisvesting van de Campus Den Haag van de Universiteit Leiden. Het voormalige Justitiegebouw werd in 2016 volledig gesloopt.